# Piz Tanelin
Der Piz Tanelin (früher Piz Tenelin) ist ein Berg im Gotthardmassiv.
Der Piz Tanelin ist 2847 m ü. M. hoch und liegt zwischen dem Val Curnera im Norden und dem Val Cadlimo im Süden. Auf dem Gipfel stossen die Gebiete der Bündner Gemeinde Tujetsch und der Tessiner Gemeinde Quinto zusammen.